# Julian Tudor Hart
Alan Julian Macbeth Tudor Hart (Londres, 9 de março de 1927 – 1 de julho de 2018), conhecido como Julian Tudor Hart, foi um médico inglês que trabalhou como médico de clínica geral no país de Gales, por 30 anos.

## Biografia
Julian nasceu em Londres, em 9 de março de 1927, filho do Dr. Alexander Tudor Hart e da Dr. Alison Macbeth. Ele estudou medicina na Universidade de Cambridge e em Londres, onde se formou em 1952.
Morreu em 1 de julho de 2018, aos 91 anos.